# Frid (fornsvenskt ord)
Frid är ett fornsvenskt ord i det gamla lagspråket med betydelsen av fred och säkerhet i allmänhet. Man kan ha frid i sinnet. 
Det hade ofta också den särskilda betydelsen av större fridshelgd, medgiven åt vissa tider, platser eller personer. Dessa har betecknats som fridslagar, och flera av dem har tillskrivits Birger jarl.
För brott begångna under en sådan frid ökades straffet, ofta böter eller biltoghet och förlust av egendom, utöver det annars stadgade straffet. Ofta betydde friden även att man under den tid frid rådde var fri från lagsökningar, det vill säga inte kunde delges till exempel av en stämningsansökan.
Till fridslagarna, även kallade edsöreslagar, räknas
- kvinnofrid
- hemfrid
- tingsfrid
- kyrkofrid
- skeppsfrid[2]

Brott mot dessa lagar blev då även edsöresbrott, som senare upptogs i Missgärningsbalken i 1734 års lag.
De gamla fridslagarna utökades sedan kristendomen införts av katolska kyrkan.
Övriga fridslagar var exempelvis
- julfrid
- påskfrid
- pingstfrid
- konungsfrid
- köptingsfrid
- ölfrid
- andfrid
- åkerfrid
- hemlighusfrid[2]
- badhusfrid[2]
- Grid gärningsfrid

Bergsfriden räknas inte, trots namnlikheten, till fridslagarna eftersom den tillkommit med ett helt annat syfte.